# Роман Гаубеншток-Раматі
Роман Гаубеншток-Раматі (нім. Roman Haubenstock-Ramati, 27 лютого 1919, Краків, Польща — 3 березня 1994, Відень, Австрія) — австрійський композитор польського походження.

## Біографія
Роман Гаубеншток-Раматі народився 27 лютого 1919 року в Кракові. Там у 1934-38 рр. навчався композиції під керівництвом Артура Малявського, також паралельно вивчав філософію та музикознавство. У 1939-41 рр.брав приватні уроки та відвідував лекції  Джозефа (Юзефа) Кофлера у Львові. У 1947-50 рр. — директор Краківського радіо, а також редактор журналу Ruch muzyczny.
У 1950-56 рр. жив у Тель-Авіві. Там Р. Гаубеншток-Раматі займав посаду директора Державної музичної бібліотеки, а також був професором музичної академії.
Після повернення в Європу ненадовго зупинився у Парижі, де працював у Студії конкретної музики. З 1957 року і до кінця життя оселився у  Відні. Крім основної роботи у видавництві Universal Edition, де він був редактором сучасних партитур, Р. Гаубеншток-Раматі періодично читав лекції в музичній академії в Тель-Авіві, на літніх курсах в Дармштадті, також був запрошеним професором в Буенос-Айресі, у Шведській королівській музичній академії в Стокгольмі та в  Єльському університеті.
У 1973 році Р. Гаубеншток-Раматі призначений на посаду професора Віденської вищої школи музики та виконавського мистецтва (зараз — Віденський університет музики й виконавського мистецтва), де працював до 1989 року. У 1981 році був нагороджений Великою Державною Австрійською Премією в галузі музичного мистецтва.
Помер 3 березня 1994 року у Відні, через тиждень після гала-концерту, присвяченому його 75-річчю, який відбувся у  Віденському Концертгаусі.

## Основні твори
- Струнне тріо № 1 (1948)
- Blessings (1951) для сопрано і 9 інструментів
- Studie in form (1954) — графічна партитура
- Les Symphonies de timbres (1957) для оркестру
- Mobile for Shakespeare (1960) для голосу і 6 інструментів
- Amerika (1961-64, ред. 1992) — опера на текст  Ф. Кафки
- Alone I (1965) графічна партитура для низького інструменту та ударних
- Комедія (1967) — антиопера на текст  С. Беккета
- Потрійний концерт для фортепіано, тромбона і ударних (1972)
- FRAME (1972) для гітари соло
- Ulisse (1978) — балет (для плівки)
- Mobile (1984) для 16 фортепіано
- Polyphonien (1993) для ансамблю